# Pseudoblothrus thiebaudi
Pseudoblothrus thiebaudi är en spindeldjursart som beskrevs av Max Vachon 1969. Pseudoblothrus thiebaudi ingår i släktet Pseudoblothrus och familjen spinnklokrypare. Inga underarter finns listade i Catalogue of Life.